# Lubāns
Lubāns (lettiska: Lubāns, Lubānas ezers eller Lubāna ezers) är Lettlands största sjö. 
Sjön ligger i den östra delen av landet. Sjön är grund och har flera mindre åar och bäckar som tillflöde. Utflödet går via Aiviekstefloden till floden Daugava.
Efter att närområdet skadades efter vårfloden 1926 byggdes flera dammar och diken för att förhindra liknande händelser. Höjdskillnaden varierar mellan 90 och 93 meter över havet. Detta gör att sjöns yta varierar mellan 25 och 100 km2.